# Kritsada Piandit
Kritsada Piandit (en tailandés: กฤษดา เพี้ยนดิษฐ์; provincia de Narathiwat, Tailandia; 2 de diciembre de 1971) es un exfutbolista y entrenador de fútbol de Tailandia que jugaba en la posición de defensa.

## Carrera

### Club
Jugó toda su carrera con el TOT SC de 1994 a 2005, con el que ganó un título.

### Selección nacional
Jugó para Tailandia en 37 ocasiones de 1994 a 1999 y anotó cinco goles; y participó en la copa Asiática 1996, los Juegos Asiáticos de 1998 y cuatro apariciones en los Juegos del Sudeste Asiático.

### Entrenador
| Periodo   | Club                        |
| --------- | --------------------------- |
| 2009      | J.W. Rangsit                |
| 2011–2012 | Samut Prakan Customs United |
| 2015      | Osotspa FC                  |

## Logros
- Liga 2 de Tailandia: 1

2003

## Estadísticas

### Goles internacionales
| #  | Fecha      | Sede                      | Rival     | Resultado | Torneo                                               |
| -- | ---------- | ------------------------- | --------- | --------- | ---------------------------------------------------- |
| 1. | 14-12-1995 | Chiang Mai, Tailandia     | Singapur  | 1-0       | Juegos del Sudeste Asiático 1995                     |
| 2. | 9-3-1997   | Bangkok, Tailandia        | Hong Kong | 2-0       | Clasificación para la Copa Mundial de Fútbol de 1998 |
| 3. | 29-8-1998  | Ho Chi Minh City, Vietnam | Filipinas | 3-1       | Copa Tigre 1998                                      |
| 4. | 31-8-1998  | Ho Chi Minh City, Vietnam | Indonesia | 3-2       | Copa Tigre 1998                                      |
| 5. | 2-12-1998  | Bangkok, Tailandia        | Hong Kong | 5-0       | Juegos Asiáticos de 1998                             |